# La Biblia y el calefón
La Biblia y el calefón fue un programa de televisión humorístico argentino conducido primero por Jorge Guinzburg, desde 1997 al 2002, y en 2008; y luego del 2011 al 2012 por Sebastián Wainraich.

## Nombre
El nombre del programa deriva de una estrofa del popular tango argentino "Cambalache", compuesto por Enrique Santos Discépolo, en 1934.

## Temática
Es un programa de entrevistas a cuatro personajes famosos del mundo del espectáculo nacional e internacional.

## Cronología

### Jorge Guinzburg(1997-2002 y 2008)
En 1997 se estrenó el programa de espectáculos en América TV, que contaba con la conducción de Guinzburg. En el mismo invitaba a cuatro personajes famosos y los entrevistaba.
Para el programa de Jorge, el cantante español Joaquín Sabina le escribió una canción que fue utilizada como presentación, por lo que Sabina fue invitado al programa.
A partir de enero de 2008 vuelve a conducir La Biblia y el calefón, pero días después fue levantado del aire, pues Jorge Guinzburg falleció el 12 de marzo.

### Sebastián Wainraich(2011-2012)
El programa debutó el domingo 18 de septiembre de 2011 a las 22:30 por la pantalla de El Trece. El conductor elegido por la producción para reemplazar a Guinzburg fue Wainraich, exconductor de Televisión registrada.
Los programas de 2011 se grababan previamente y se emitían los domingos. En enero de 2012 comenzó una nueva temporada conducida por Sebastián Wainraich, pero debido al bajo rating fue cancelado en abril de 2012.

### Programas de 2011 - 2012
1. 18/09: Ricardo Darín, Diego Torres, Adrián Suar y Natalia Oreiro.[2][3]
2. 25/09: Julio Chávez, Dady Brieva, Griselda Siciliani y Karina Jelinek.[4]
3. 02/10: Jorge Lanata, Mariana Fabbiani, Luciano Castro y Nazarena Vélez.[5]
4. 09/10: Guido Kaczka, Carla Peterson, Benjamín Vicuña y Silvina Escudero.[6]
5. 16/10: Enrique Pinti, Sergio Lapegue, Maju Lozano y Adabel Guerrero.[7]
6. 30/10: Soledad Silveyra, Gabriel Goity, Marcos Di Palma y Evangelina Anderson.[8]
7. 06/11: Emilio Disi, Miguel del Sel, Victoria Onetto y Anita Martínez.
8. 13/11: Florencia de la V, Cecilia Milone, Jorge Ibáñez y Alejandro Müller.
9. 20/11: Miguel Ángel Rodríguez, Andrea Campbell, Christian Sancho y Iliana Calabró.[9]
10. 27/11: Cacho Castaña, Georgina Barbarossa, Carolina Papaleo y Jésica Cirio.[10]
11. 04/12: Matías Martin, Campi, Carla Conte y Jimena Monteverde.[11]
12. 11/12: Betiana Blum, Chiche Gelblung, Nicolás Riera, y Silvina Luna
13. 25/12:  Reina Reech, Beto Casella, Iván de Pineda, y Belén Francese
14. 12/01: Mariano Martínez, Gonzalo Heredia, Eleonora Wexler y Claudia Fontán
15. 19/01: Nicolás Vázquez, Eugenia Suárez, Fabián Gianola y Brenda Asnicar
16. 02/02: Martín Lousteau, Andrea Frigerio, Peto Menahem, y Alejandra Maglietti
17. 09/02: José María Listorti, Mercedes Morán, Gabriel Rolón y Zaira Nara
18. 16/02: Ana María Picchio, Jimena Barón, Claudio María Domínguez y Nacho Goano
19. 23/02: Diego Pérez, Cinthia Fernández, Lara Bernasconi y Ricardo Fort
20. 27/02: Mirta Busnelli, Fernán Miras, Hernán Piquín y Sofía Zámolo
21. 01/03: Amalia Granata, Mariano Iudica, María Fernanda Callejón y Horacio Pagani
22. 08/03: Carolina Oltra, Bicho Gómez, Julieta Díaz y Norman Briski
23. 20/03: Andrea Estévez, Titi Fernández, Nicole Neumann y Federico D'Elía
24. 27/03: Cacho Buenaventura, Mónica Ayos, María Carámbula y Donato De Santis
25. 11/04: Laura Azcurra, Marcelo De Bellis, Gastón Recondo y Coki Ramírez
26. 22/04: Carmen Barbieri, Carola Reyna, Iñaki Urlezaga y Beto César
27. 29/04: Andy Kusnetzoff, Débora Pérez Volpin, Juan Pablo Varsky y Chechu Bonelli

## Temas musicales
El que se utilizó entre 1997 y 1998 por América TV fue el tema "La Biblia y el calefón" interpretado por Indigo.
El que se utilizó en las etapas 1999-2000 por Canal 13, 2002 por Telefe, 2008 y 2011-12 por Canal 13 fue el tema "La Biblia y el calefón" interpretado por Joaquín Sabina perteneciente a su álbum 19 días y 500 noches.
El que se utilizó en 2001 por América TV fue el tema "Idolo de los quemados" interpretado por León Gieco perteneciente a su álbum Bandidos rurales.